# 太田トラベル
太田トラベル（おおたとらべる、1985年〈昭和60年〉12月15日 -  ）は日本のお笑い芸人である。
東京都八王子市出身。身長163cm、体重70kg。

## 来歴・人物
東京都立八王子北高等学校、東京アナウンス学院卒業。
2007年4月、お笑いコンビ「グリーントラベル」を結成。ニュースタッフエージェンシー（現ニュースタッフプロダクション）に所属し、2014年よりピン芸人として活動開始。2019年よりフリーで活動中。「鉄道芸人」と自称し、フリップ芸や漫談、コントを中心に鉄道ネタを展開しているほか、バルーンアートを使ったネタも披露している。過去に2回、都電荒川線で単独ライブを行っている。
2024年、津軽鉄道の十川駅のネーミングライツを獲得し、同駅の副駅名が「鉄道芸人 太田トラベル駅」になる。
タイムマシーン3号は東京アナウンス学院時代の先輩で、YouTubeチャンネルではカメラマン兼編集を担当。動画では素性を隠すため「黒ギャル」と呼ばれている。スマートフォンで撮影しているため仕上がりが雑になる回も多く、マイクの不具合で2人の音声が録れていなかったり、山本浩司の自宅で撮影した回ではモザイク処理が粗く、視聴者に住居を特定されたりする事もあった。山本は自宅でのYouTube撮影によって私生活にも影響が出てしまい、2024年春に転居している。
かつて同じ事務所に所属していた小石田純一のYouTubeチャンネルでは、動画撮影と相手役を兼務。生配信ではネタで着用する車掌姿でカメラの前に現れるほか、タイムマシーン3号のチャンネルに小石田が度々出演している。